# Calicore (satélite)
Calicore  (do grego Καλλιχόρη) ou Júpiter XLIV é um satélite irregular retrógrado de Júpiter.
Foi descoberto em 2003 por um grupo de astrônomos da Universidade do Havaí comandado por Scott S. Sheppard, que deu ao satélite a designação temporária de S/2003 J 11.
A lua Calicore possui cerca de 2 quilômetros de diâmetro, e orbita Júpiter a uma distância média de 23.112 Mm (megâmetros) em 717,806 dias, com uma inclinação de 165º em relação à eclíptica (164º em relação ao plano equatorial de Júpiter), em uma direção retrógrada de excentricidade orbital de 0,2042.
O satélite foi batizado em Março de 2005, em homenagem à ninfa da mitologia grega Calicore.
O satélite Calicore pertence ao Grupo Carme, composto de luas irregulares retrógradas que orbitam Júpiter a uma distância que varia entre 23 e 24 Gm (gigâmetros) com uma inclinação em torno de 165º.